# Pagudpud
Pagudpud è una municipalità di quarta classe delle Filippine, situata nella Provincia di Ilocos Norte, nella Regione di Ilocos.
Pagudpud è formata da 16 baranggay:
- Aggasi
- Baduang
- Balaoi
- Burayoc
- Caparispisan
- Caunayan
- Dampig
- Ligaya
- Pancian
- Pasaleng
- Poblacion 1
- Poblacion 2
- Saguigui
- Saud
- Subec
- Tarrag